# Elecciones generales de las Islas Malvinas de 2009
Las elecciones generales de las Islas Malvinas de 2009 se celebraron el 5 de noviembre de 2009 con el objetivo de renovar cada uno de los 8 escaños (3 del Camp y 5 de Stanley) de la Asamblea Legislativa de las Islas Malvinas. Fue la primera elección en las Malvinas desde la nueva Constitución entró en vigor. Sólo los candidatos independientes participaron en la elección ya que no existen los partidos políticos en las Malvinas.

## Resultados
| Elecciones generales de las islas Malvinas de 2009 |                                        |       |       |
| Escrutinio definitivo: Stanley                     |                                        |       |       |
| Candidato                                          | Partido                                | Votos | %     |
| Richard Sawle                                      | Independiente                          | 770   | 17,70 |
| Gavin Short                                        | Independiente                          | 590   | 13,56 |
| Glenn Ross                                         | Independiente                          | 491   | 11,28 |
| Emma Edwards                                       | Independiente                          | 474   | 10,89 |
| Jan Cheek                                          | Independiente                          | 452   | 10,39 |
| Mike Summers                                       | Independiente                          | 402   | 9,24  |
| Eric Goss                                          | Independiente                          | 252   | 5,79  |
| John Birmingham                                    | Independiente                          | 250   | 5,75  |
| Norman Clarke                                      | Independiente                          | 249   | 5,72  |
| Jackie Cotter                                      | Independiente                          | 187   | 4,30  |
| Andrea Clausen                                     | Independiente                          | 139   | 3,19  |
| Janet Robertson                                    | Independiente                          | 95    | 2,18  |
| Total de votos/Participación electoral             | Total de votos/Participación electoral | 4.351 | 75,6  |
| Fuente: Elecciones Islas Malvinas                  |                                        |       |       |
| Escrutinio definitivo: Camp                        |                                        |       |       |
| Roger Edwards                                      | Independiente                          | 148   | 23,20 |
| Sharon Halford                                     | Independiente                          | 147   | 23,04 |
| Bill Luxton                                        | Independiente                          | 147   | 23,04 |
| Ian Hansen                                         | Independiente                          | 93    | 14,58 |
| Richard Stevens                                    | Independiente                          | 57    | 8,93  |
| Clive Wilkinson                                    | Independiente                          | 46    | 7,21  |
| Total de votos/Participación electoral             | Total de votos/Participación electoral | 638   | 89,3  |
| Fuente: Elecciones Islas Malvinas                  |                                        |       |       |